# West (Francfort-sur-le-Main)

L'arrondissement (en rouge) au sein de la ville de Francfort-sur-le-Main

Les subdivisions de l'arrondissement

Pour les articles homonymes, voir West.
West  ou, en forme longue, Frankfurt-West est un arrondissement de Francfort-sur-le-Main.